# Серро-Ареналес
Серро-Ареналес (ісп. Cerro Arenales) — стратовулкан, вкритий льодом, розташований у регіоні Айсен-дель-Генераль-Карлос Ібаньєс-дель-Кампо в Чилі, у національному парку Лагуна-Сан-Рафаель. Він розташований у південній частині Північного Патагонського льодового поля. Ареналес має висоту вершини 3437 метрів над рівнем моря.

## Скелелазіння
Перше сходження на Серро-Ареналес було здійснено в 1958 році японсько-чилійською експедицією на чолі з професором Танакою. У грудні 1963 року експедиція під керівництвом Еріка Шиптона перетнула NPIF, прямуючи на південний схід від Лагуни Сан-Рафаель до Ріо-де-ла-Колонія, і по дорозі здійснила друге сходження.

## Дивіться також
- Монте-Сан-Валентин
- Річка Бейкер
- Список ультрас Південної Америки

## зовнішні посилання
- «Серро Ареналес, Чилі» на Peakbagger